# شهرستان ماهونینگ (اوهایو)
شهرستان ماهونینگ، اوهایو (به انگلیسی: Mahoning County, Ohio) یک سکونتگاه مسکونی در ایالات متحده آمریکا است که در اوهایو واقع شده‌است.